# د ریپازیتوری
د ریپازیتوری (انگلیسی: The Repository) روزنامه محلی آمریکایی است که در کانتون بزرگتر (ماسیلون و کانتون)، استارک، اوهایو و حومه پخش می‌شود. در حال حاضر این روزنامه به گیت‌هوس میدیا تعلق دارد.